# A. S. King
Amy Sarig King (10 de março de 1970, Reading, Estados Unidos), conhecida como A. S. King, é uma escritora e oradora norte-americana, reconhecida pelos seus contos e obras de ficção para adultos jovens. Foi galardoada com o Prêmio Margaret Edwards de 2022 pela sua "contribuição significativa e duradoura para a literatura jovem adulta".

## Biografia
A.S. King nasceu a 10 de março de 1970, em Reading, Pensilvânia. Formou-se na Exeter Township Senior High School em 1988, prosseguindo os seus estudos em Fotografia no The Art Institute of Philadelphia. Emigrando posteriormente para Dublin, Irlanda, começou a escrever romances em 1994. Dois anos depois, mudou-se para Tipperary, onde reconstruiu uma quinta e ensinou adultos a escrever e ler. Retornou à Pensilvânia em 2004 e publicou o seu primeiro romance, The Dust of 100 Dogs, em 2009, após quinze anos de escrita.
Autora de vários livros para jovens adultos é reconhecida como "uma das melhores escritoras para jovens adultos em atividade atualmente" pela The New York Times Book Review. Para além de livros para jovens adultos, A. S. King também escreve romances sob o seu nome completo, Amy Sarig King. Os seus contos para adultos foram amplamente publicados e indicados para o Prémio de Melhores Novas Vozes Americanas.
Professora e oradora experiente, costuma viajar pelos EUA para visitas escolares, conferências, workshops e festivais literários. Dedica grande parte da sua plataforma à defesa da saúde mental, abordando temas como o bullying, auto-estima, relacionamentos seguros e traumas psicológicos.

### Prémios e honras
| Livro                                 | Ano  | Prêmio                                                            | Resultado | Ref.                 |
| ------------------------------------- | ---- | ----------------------------------------------------------------- | --------- | -------------------- |
| The Dust of 100 Dogs                  | 2009 | Prêmio Cybils de Fantasia e Ficção Científica para Jovens Adultos | Finalista | [ 7 ]                |
| The Dust of 100 Dogs                  | 2010 | ALA Melhor Ficção para Jovens Adultos                             | Seleção   | [ 8 ]                |
| Please Ignore Vera Diets              | 2010 | Prêmio Cybils de fantasia/ficção científica para jovens adultos   | Nomeado   | [ 9 ]                |
| Please Ignore Vera Diets              | 2011 | ALA Melhor Ficção para Jovens Adultos                             | Seleção   | [ 10 ]               |
| Please Ignore Vera Diets              | 2011 | Prêmio Edgar Allan Poe de melhor romance para jovens adultos      | Finalista | [ 11 ] [ 12 ]        |
| Please Ignore Vera Diets              | 2011 | Prêmio Michael L. Printz                                          | Honra     | [ 13 ] [ 14 ] [ 15 ] |
| Everybody Sees the Ants               | 2011 | Prêmio Andre Norton                                               | Finalista | [ 16 ]               |
| Everybody Sees the Ants               | 2011 | Prêmio Cybils de fantasia/ficção científica para jovens adultos   | Finalista | [ 17 ]               |
| Everybody Sees the Ants               | 2012 | ALA Melhor Ficção para Jovens Adultos                             | Top 10    | [ 18 ]               |
| Everybody Sees the Ants               | 2012 | Prêmio Los Angeles Times para Ficção de Jovens Adultos            | Vencedor  | [ 19 ] [ 20 ]        |
| Everybody Sees the Ants               | 2013 | ALA Melhor Ficção para Jovens Adultos                             | Seleção   | [ 21 ]               |
| Everybody Sees the Ants               | 2013 | ALA Rainbow Lista de Livros                                       | Top 10    | [ 22 ]               |
| Everybody Sees the Ants               | 2013 | Prêmio Amelia Elizabeth Walden                                    | Finalista | [ 23 ]               |
| Everybody Sees the Ants               | 2013 | Prêmio de Literatura Lambda para Jovens Adultos                   | Finalista | [ 24 ]               |
| Everybody Sees the Ants               | 2013 | Prêmio Carolyn W. Field                                           | Vencedor  | [ 25 ]               |
| Glory O'Brien's History of the Future | 2014 | Prêmio Cybils de fantasia/ficção científica para jovens adultos   | Finalista |                      |
| Glory O'Brien's History of the Future | 2015 | Prêmio Amelia Elizabeth Walden                                    | Vencedor  |                      |
| Glory O'Brien's History of the Future | 2015 | Prêmio NAIBA Livro do Ano: Literatura Infantil                    | Vencedor  |                      |
| Glory O'Brien's History of the Future | 2015 | Prêmio Andre Norton                                               | Finalista |                      |

## Obras
- The Dust of 100 Dogs (2009, Flux)
- Please Ignore Vera Dietz (2010, Knopf)
- Everybody Sees the Ants (Oct. 2011, Little, Brown)
- Ask the Passengers (Oct. 2012, Little, Brown)
- Monica Never Shuts Up (Dec. 2012, The Bat Press)
- Reality Boy (Fall 2013, Little, Brown)
- Glory O'Brien's History of the Future (October 2014, Little, Brown)
- I Crawl Through It (Sept. 2015, Little, Brown)
- Still Life with Tornado (Fall 2016, Dutton Children's Books)Me And Marvin Gardens (2017, Arthur A. Levine Books) Dig (March 26, 2019, Dutton Children's Books)  The Year We Fell From Space (October 2019, Arthur A. Levine Books)  Switch (May 2021, Dutton Children's Books)  Attack of the Black Rectangles (Scholastic Press, 2022)

## Links externos
- A.S. King na Internet Speculative Fiction Database (em inglês)
- «A.S. King» (em inglês). no catálogo de Autoridades da Biblioteca do Congresso, com 8 entradas
- Glory O'Brien's history of the future : a novel at Library of Congress